# Micronia strigifera
Micronia strigifera är en fjärilsart som beskrevs av Warren. Micronia strigifera ingår i släktet Micronia och familjen Uraniidae. Inga underarter finns listade i Catalogue of Life.